# André Batenburg
Andries (André) Batenburg (Rotterdam, 11 oktober 1922 – 12 november 2002) was een Nederlands bankier. Hij verwierf in de jaren 70 en 80 van de 20e eeuw bekendheid als bestuursvoorzitter van de ABN, de Algemene Bank Nederland, die later zou fuseren met de Amrobank tot ABN AMRO.
In 1948 studeerde Batenburg cum laude af aan de Nederlandsche Economische Hogeschool in Rotterdam. Hij trad in dienst van de Nederlandsche Handel-Maatschappij (NHM), die later met de Twentsche Bank zou samengaan onder de naam ABN. In 1956 promoveerde hij aan de NEH op zijn proefschrift Enkele hoofdlijnen van de monetaire politiek.
Van 1974 tot 1985 was Batenburg topman bij de ABN. Hij stond te boek als een stijlvolle bankier van de oude stempel. Hij droeg bij voorkeur driedelig grijs en hield kantoor aan de Vijzelstraat in Amsterdam, in het imposante gebouw van de NHM.
Batenburg had grote belangstelling voor muziek en andere kunstuitingen. Hij was voorzitter van De Nederlandse Opera en deed aan fondswerving voor de renovatie van het Amsterdamse Concertgebouw. Ook was hij voorzitter van de commissie-Sutherland, die de overheid adviseerde inzake grote reorganisaties op het gebied van kunst en cultuur. Verder mengde hij zich in de publieke discussie rond de bouw van de Stopera, het nieuwe Amsterdamse stadhuis en muziektheater in één gebouw.
Ook cultuur had zijn warme belangstelling. Hij was bijvoorbeeld voorzitter van de Amsterdamse Maatschappij tot Stadsherstel en penningmeester van de Stichting Vrienden van het Amsterdams Historisch Museum.
In 1985 werd Batenburg benoemd tot Commandeur in de Orde van Oranje-Nassau. Hij ontving ook de onderscheiding tot Ridder in de Orde van de Nederlandse Leeuw.